# EUPAT Fyrom
Succédant à l'opération EUPOL Proxima, la mission de conseil à la police macédonienne (EUPAT Fyrom) est lancée le 15 décembre 2005. Arrivé à terme en juin 2006, son mandat ne sera pas renouvelé. Basée à Skopje, Macédoine du Nord, la mission bénéficie également d'unités mobiles. 

## Mission
Cette opération consiste en fait à faire la transition entre EUPOL Proxima et l'indépendance de la police macédonienne, en soutenant le développement d'une police conformément aux standards européens. Les conseils sont donnés dans les domaines des frontières, du maintien de l'ordre public, de la lutte contre la corruption, etc.

## Sources